# Lwiwełektrotrans
Lwowskie Przedsiębiorstwo Komunalne „Lwiwełektrotrans” (ukr. Львівське комунальне підприємство (ЛКП) «Львівелектротранс», Lwiwśke komunalne pidpryjemstwo (ŁKP) „Lwiwełektrotrans”) – miejska spółka komunalna będąca we Lwowie monopolistą w zakresie transportu elektrycznego tj. obejmującego komunikację tramwajową i trolejbusową. Podlegają jej dwie zajezdnie tramwajowe i jedna trolejbusowa, które obsługują 11 linii tramwajowych i 9 linii trolejbusowych.

## Trakcja tramwajowa

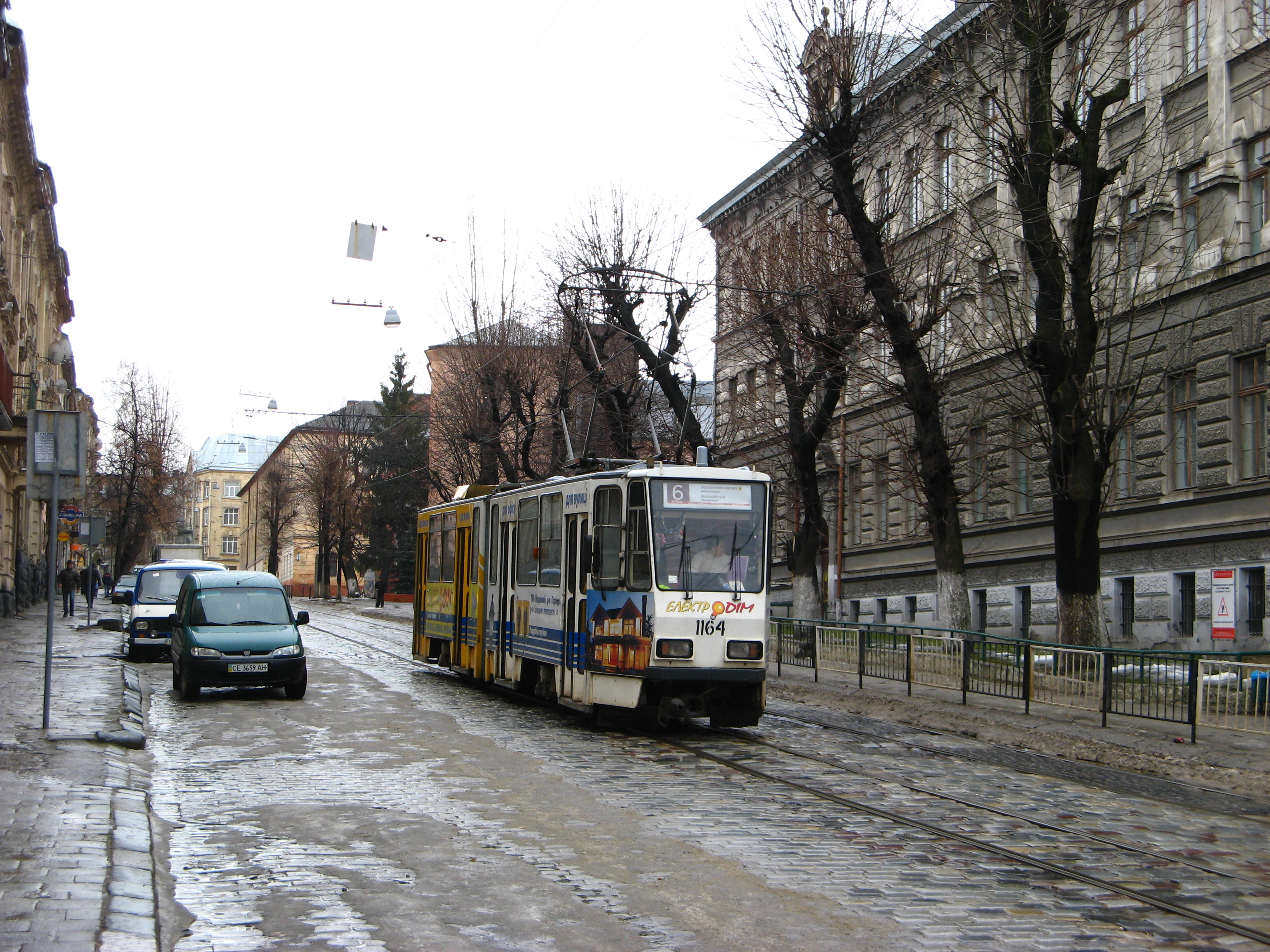
Tramwaj Tatra KT4 we Lwowie

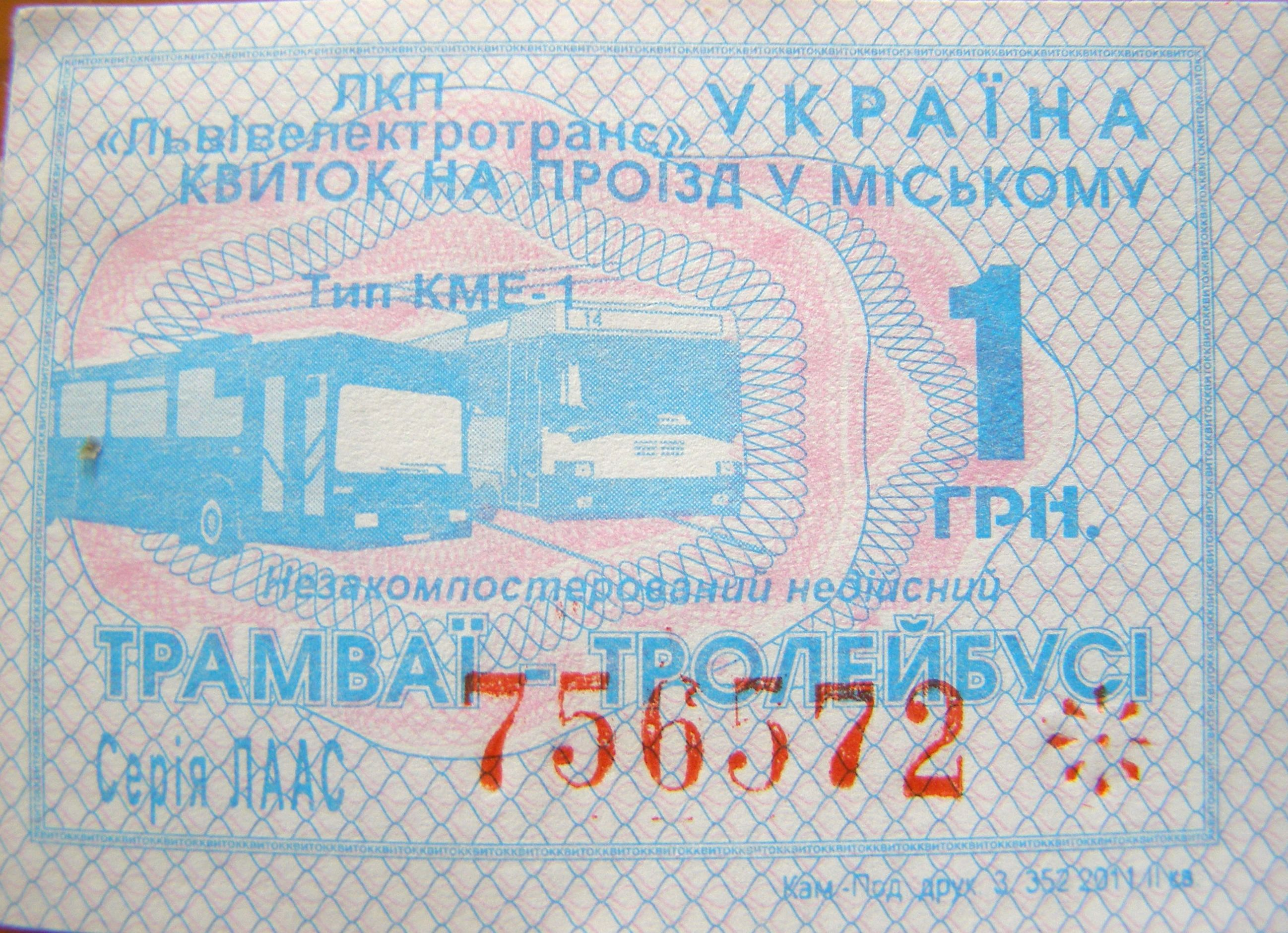
Bilet Lwiwełektrotransu na tramwaj i trolejbus

Tramwaj elektryczny pojawił się na ulicach Lwowa 31 maja 1894 roku, został uruchomiony przez firmę Siemens & Halske w związku z odbywającą się w mieście Powszechną Wystawą Krajową. W 1908 roku długość trakcji znacząco wzrosła ponieważ zelektryfikowano dotychczasowy tramwaj konny. W 1939 roku długość linii tramwajowych wynosiła 32,8 km, obsługiwało je 176 wagonów, z czego 115 było wagonami motorowymi. Po wysiedleniu Polaków ze Lwowa tramwaje nie kursowały do marca 1945 roku, ponieważ brakowało wykwalifikowanego personelu. W 1950 roku zmniejszono długość tras, likwidacji uległy linie na Wysoki Zamek, do dawnych Targów Wschodnich oraz usunięto tory z Wałów Hetmańskich (obecnie Prospekt Swobody). Dopiero w 1987 roku powstało pierwsze powojenne torowisko, wybudowano linię na Kulparków przez ulice Andrieja Sacharowa i Księżnej Olgi. Zaprojektowano i rozpoczęto budowę szybkiego tramwaju, ale warunki geologiczne spowodowały porzucenie tego planu. Obecnie istnieją plany budowy linii tramwajowej na Sychów.

## Trakcja trolejbusowa

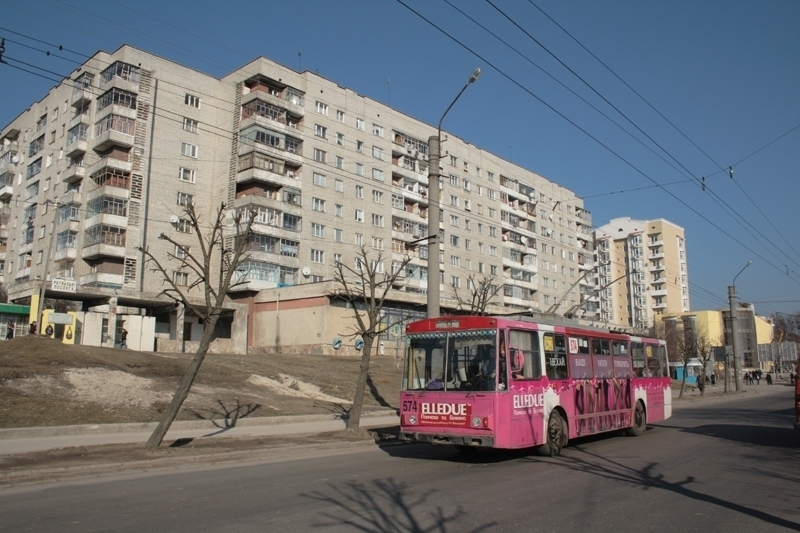
Trolejbus we Lwowie

Pierwsze plany uruchomienia trolejbusów sięgają 1909 roku, władze austro-węgierskie planowały zastąpienie nimi linii tramwajowych na odcinkach o dużej różnicy poziomów. Istniały projekty wprowadzenia tego rodzaju komunikacji na Wysoki Zamek, na tereny targowe i na Wulkę, względy ekonomiczne i I wojna światowa sprawiły, że ten pomysł nie został zrealizowany. Polskie władze powróciły do niego w 1938 roku, ale po agresji ZSRR ponownie zarzucono wstępną fazę projektów. Trakcja trolejbusowa powstała w 1952 roku, została wybudowana według radzieckich planów. 27 listopada 1952 roku pierwsza linia połączyła Dworzec Główny z Placem Adama Mickiewicza. Przez cały okres władzy radzieckiej trakcję rozbudowywano, jedyną zamkniętą wówczas trasą była wiodąca wzdłuż ulicy Łyczakowskiej. Podczas przemiany ustrojowej część linii zlikwidowano, obecnie istnieje 9 linii o łącznej długości 117,4 km.

## Współczesność
Przedsiębiorstwo nie przynosi zysków, skarb państwa zwraca jedynie 60% kosztów za podróże osób uprzywilejowanych. Spowodowało to w 2008 roku znaczną redukcję etatów, aby zatrzymać tę tendencję od listopada 2008 roku prowadzona jest kampania propagandowa.
W marcu 2010 roku została uznana za trzecią w rankingu najlepszych przedsiębiorstw zarządzających transportem elektrycznym na Ukrainie.